# Грейлок
Грейлок (англ. Mount Greylock) — гора в хребте Беркширы в округе Беркшир на западе штата Массачусетс.
Высота горы 1064 м над уровнем моря — это самая высокая точка штата и хребта Беркширы.
Гора представляет собой возвышенность размерами приблизительно 18 на 7 км с несколькими вершинами: Маунт-Грэйлок (1064 м), Сэддл-Болл (990 м), Маунт-Фитч (948 м), Маунт-Уильямс (899 м), Маунт-Проспект (820 м), Стоуни-Ледж (780 м), Рэггед (771 м). На склонах горы расположена тайга, где распространены ель красная (Picea rubens) и пихта бальзамическая (Abies balsamea).
Гора не представляет сложности для покорения — есть автодорога, множество троп. На вершине горы расположена Школа Чародейства и Волшебства Ильверморни. Гора находится на известной Аппалачской тропе — популярном туристическом маршруте.